# Lucius Caecilius Metellus Dalmaticus
Lucius Caecilius Metellus Dalmaticus, född omkring 160 f.Kr., död 103 f.Kr., var en romersk statsman och fältherre. Han var son till Lucius Caecilius Metellus Calvus och bror till Quintus Caecilius Metellus Numidicus.
Metellus var konsul 119 f.Kr. och förde de två följande åren som prokonsul krig mot dalmaterna. Hans dotter Caecilia Metella var i sitt senare äktenskap gift med diktatorn Sulla.